# 男のサックス
男のサックスは、「とにかく面白いことをする」をコンセプトに2012年に同期生により結成された音楽グループ。
メンバーは水野雄太(SopranoSaxophone)、太田大地(AltoSaxophone)、谷川康平(AltoSxophone)、米田健人(TenorSaxophone)、名嘉銀河(TenorSaxophone)、飯野諒(BaritoneSaxophone)、遠田一雅(Percussion)の７人である。
それぞれがソリストとしての実力を持ち、リサイタルでは個人個人が目立つことも多い。それ故に個人プレイに走ることが多い。しかしそれが男のサックスとしてのカラーと持ち味でもある。
サックス６本とパーカッションのために作曲された曲はほぼ存在しないため、リサイタルで演奏される曲はすべてメンバーにより編曲されたものである。